# Audi Brasil
Audi Brasil Distribuidora de Veículos, conocida simplemente como Audi Brasil, es una filial brasileña del fabricante alemán de automóviles Audi AG.

## Historia

### Antecedentes
En 1993, Senna Import Participações Ltda., empresa comercializadora de vehículos propiedad de Ayrton Senna, trajo la marca Audi a Brasil cuando fue importada. La importación comenzó el año siguiente. En 2000, Audi y la familia Senna crearon una empresa conjunta y nació la empresa Audi Senna. La empresa estaba controlada el 51% por Audi y un 49% por la familia de Senna. En 2005 la familia cedió el control e incorporó Audi Senna a Audi Brasil Distribuidora de Veículos Ltda. En 2005, la familia abandonó el control e incorporó Audi Senna a Audi Brasil Distribuidora de Veículos Ltda..

### Construcción e inauguración de la fábrica
São José dos Pinhais se convirtió en la sede brasileña de la marca alemana. En marzo de 2000, la fábrica era una subsidiaria de Audi AG y una filial de Volkswagen do Brasil Ltda.
La construcción de la fábrica de São José dos Pinhais se inició tras una licitación pública a principios de 1997. La gestión del proyecto estuvo a cargo de la empresa Scherr+Klimke AG. Después de un período de construcción de 17 meses, la ceremonia de inauguración fue realizada por el presidente Fernando Henrique Cardoso el 18 de enero de 1999. La gestión de la fábrica brasileña estaba en manos de Matthias Seidl.
La planta produjo el Audi A3, el Volkswagen Fox, el CrossFox y versiones de exportación del Volkswagen Golf.

## Galería de automóviles

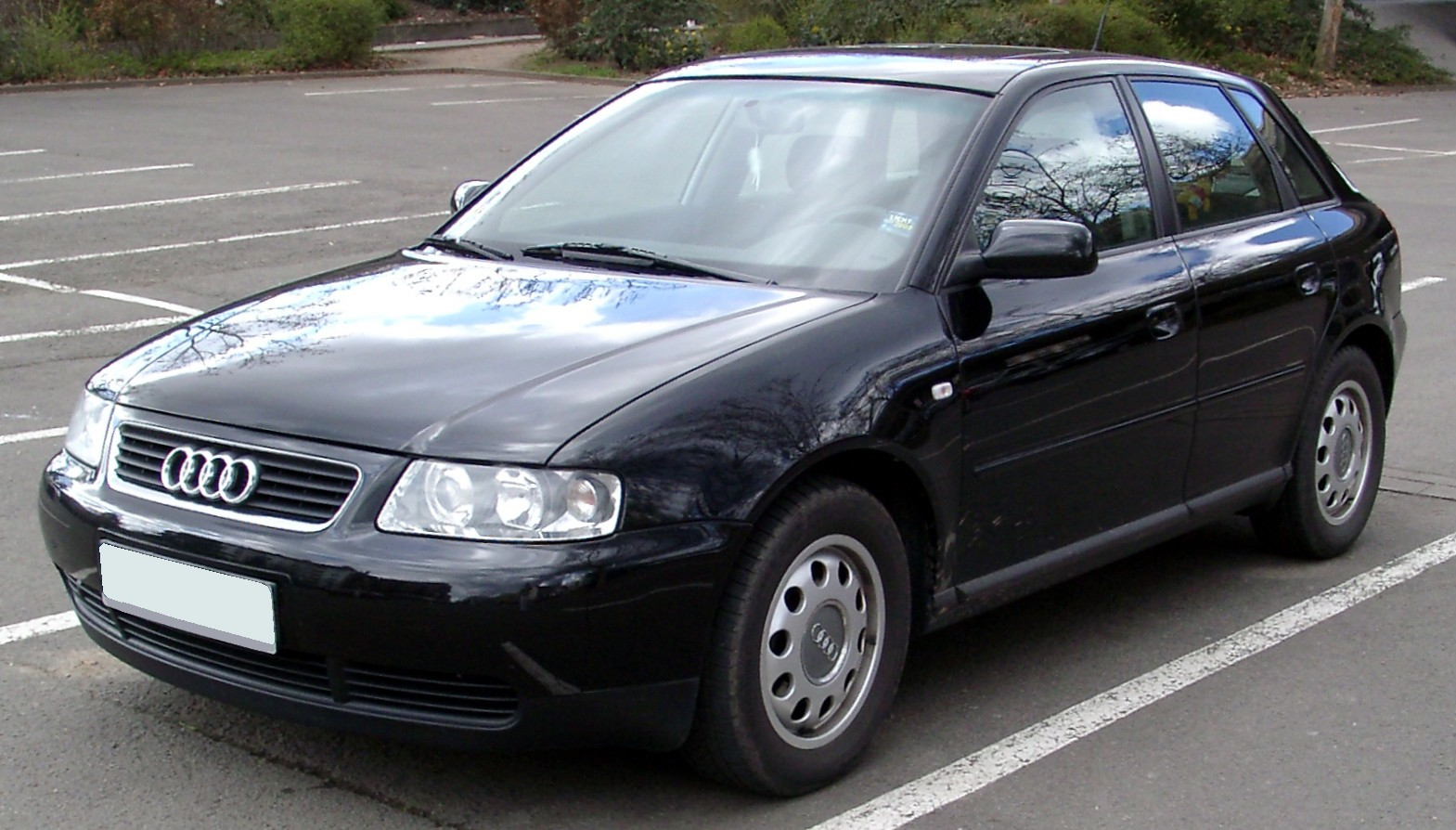
Audi A3 (1999 a 2006)
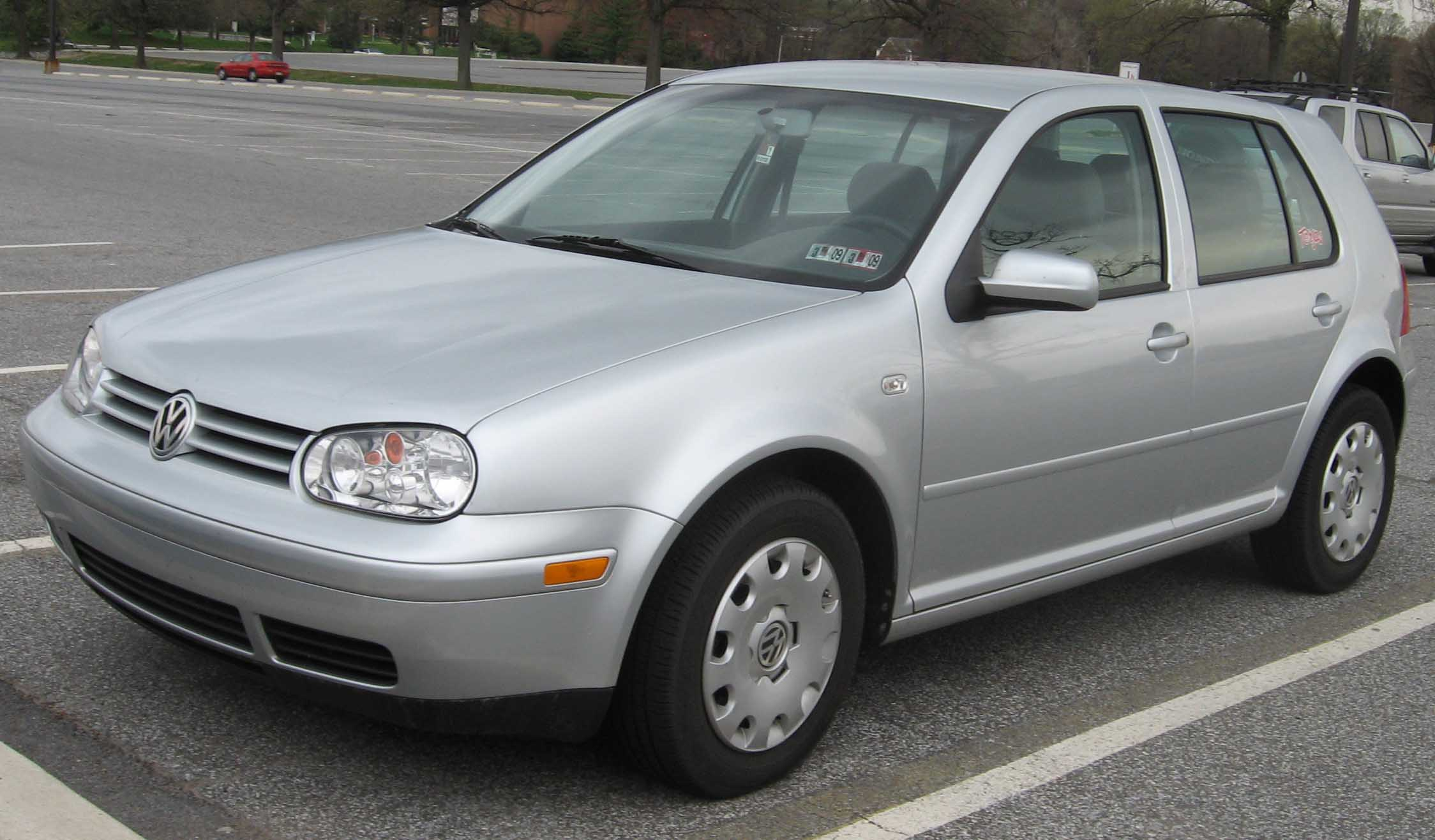
Volkswagen Golf (1999 a 2006)
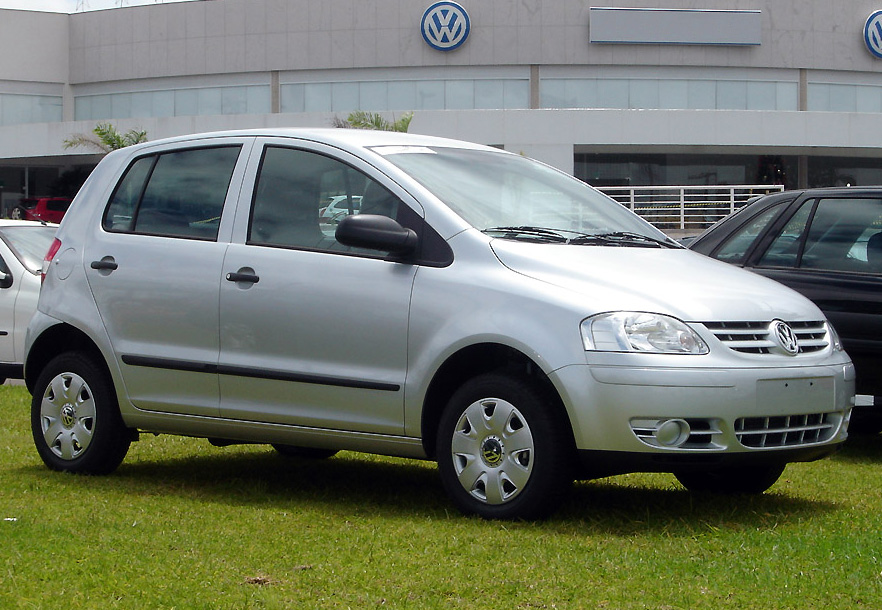
Volkswagen Fox (desde 2003)
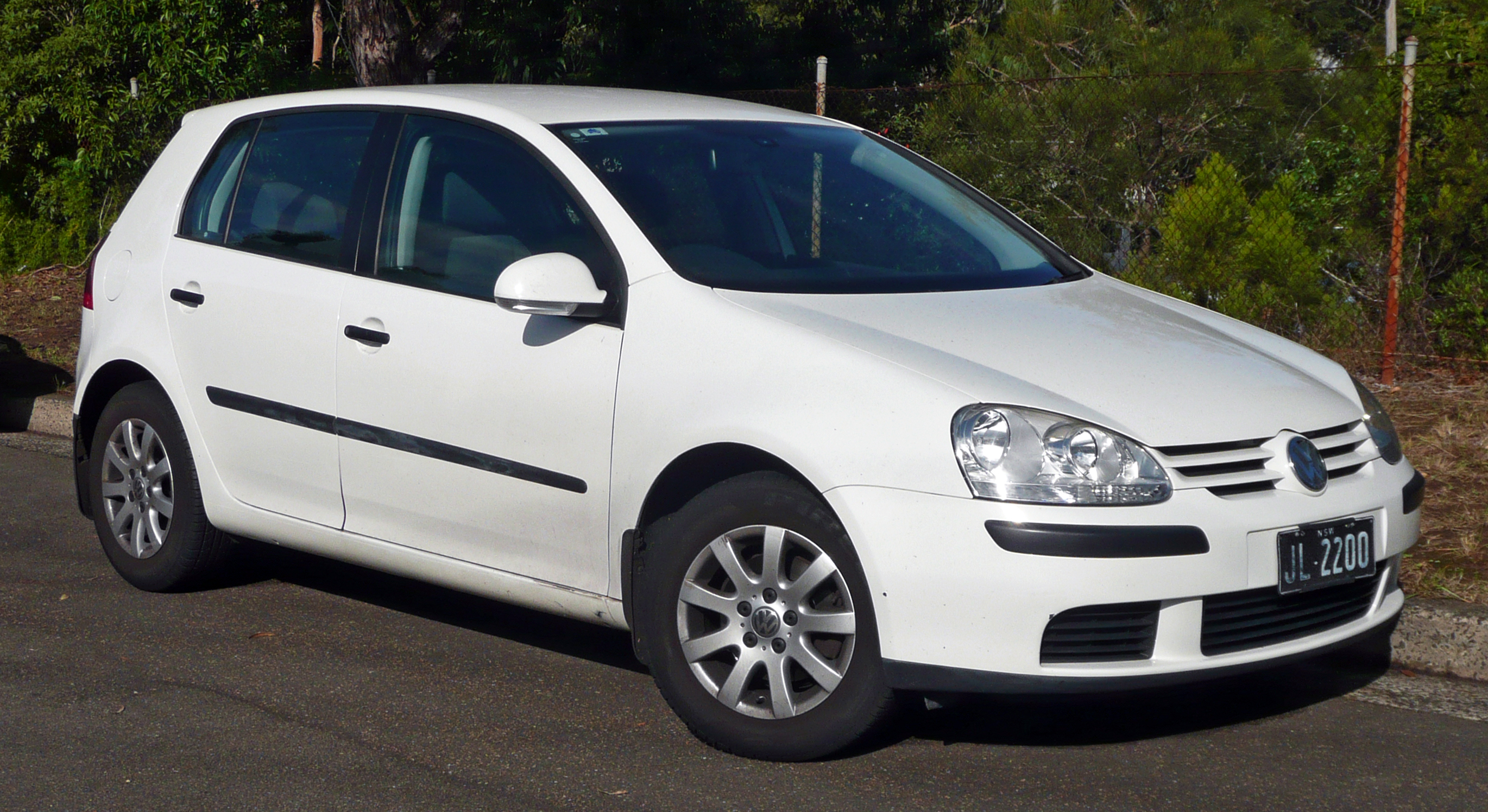
Volkswagen Golf (versión de exportación; 2006 a 2009)
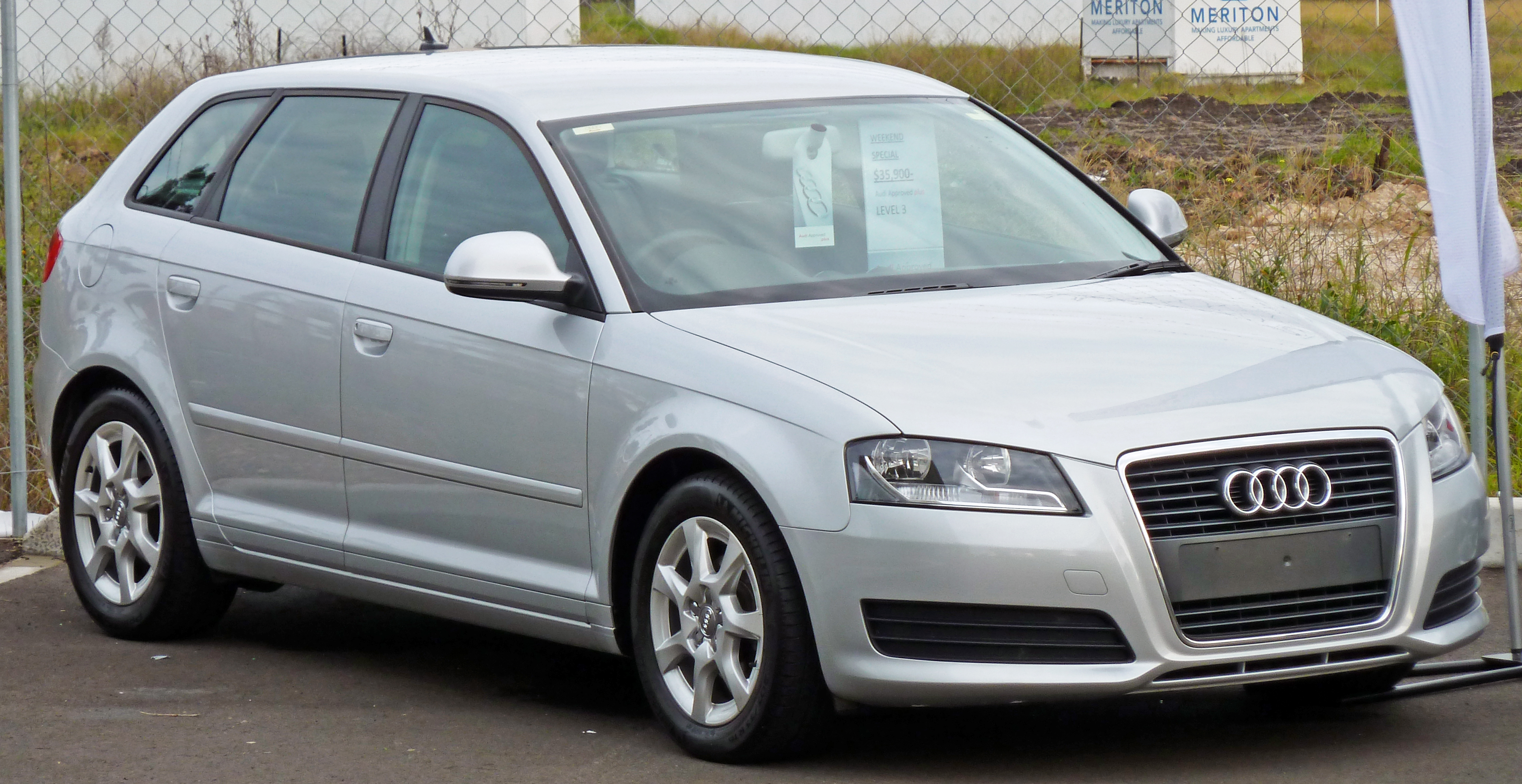
Audi A3 (desde 2006)
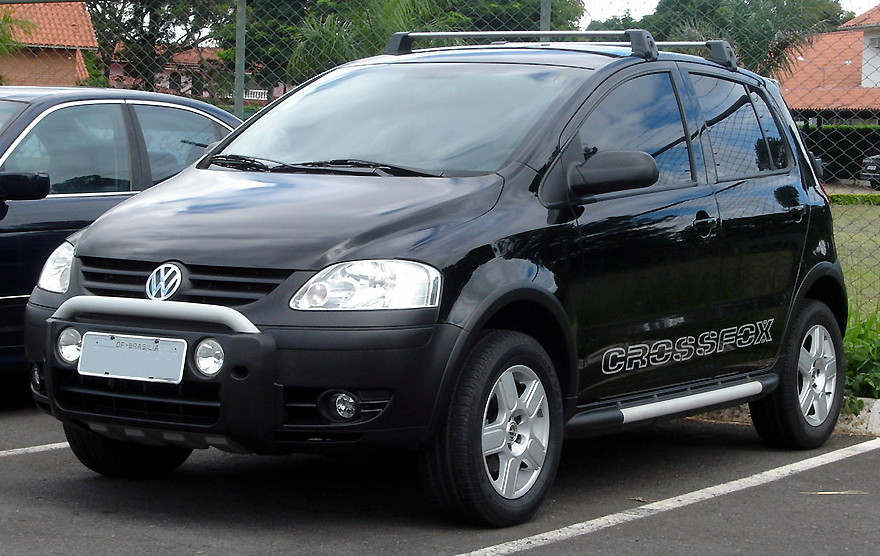
Volkswagen CrossFox (desde 2006)
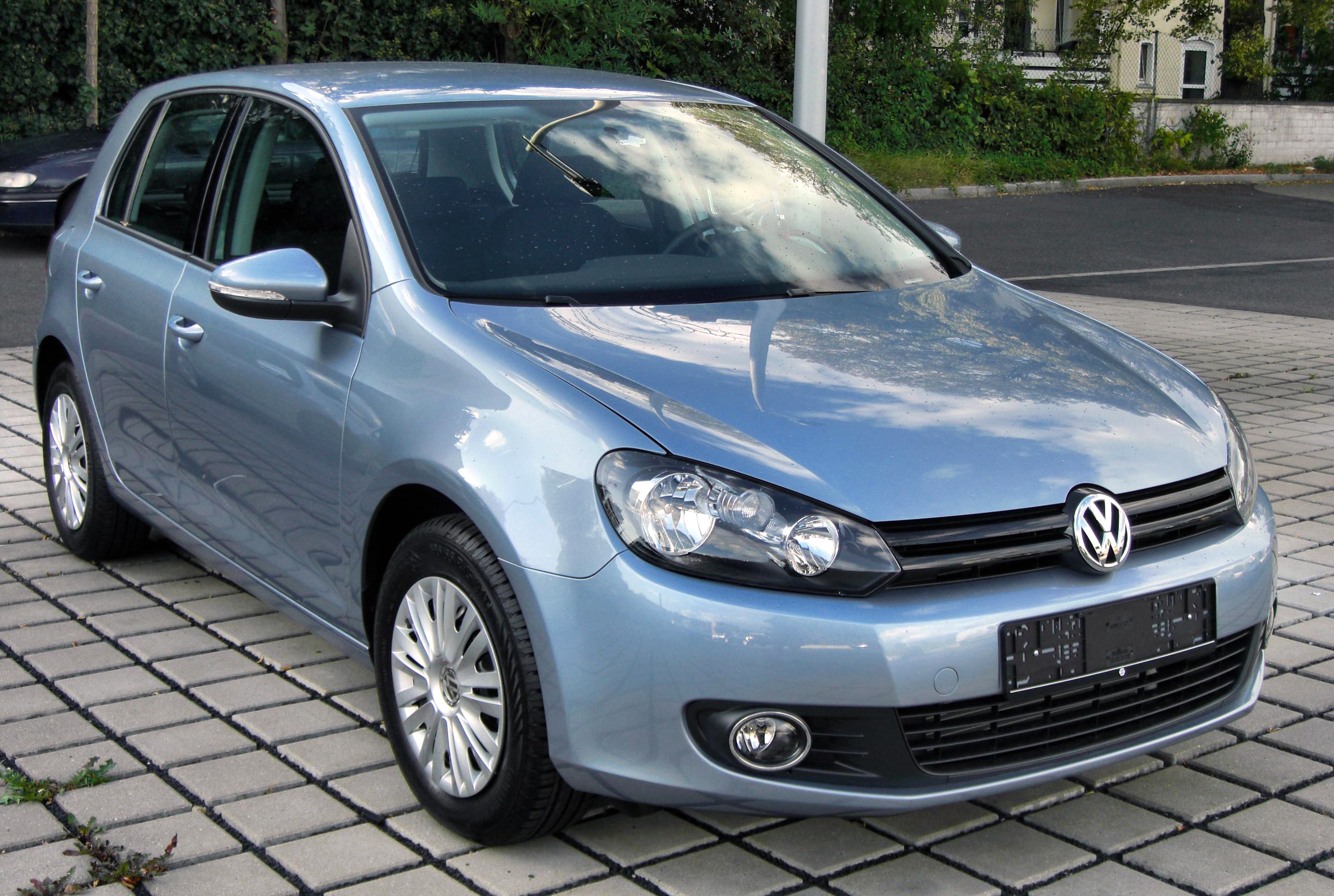
Volkswagen Golf (versión de exportación; desde 2009)